# Seqüència motiu
Una seqüència motiu, en anglès: sequence motif, en genètica és un patró de seqüència de nucleòtids o aminoàcid que està molt estesa o que es conjectura que té significació biològica. Per a les proteïnes, una seqüència motiu es distingeix d'un motiu estructural, un motiu format per una disposició en tres dimensions d'aminoàcids, que poden no ser adjacents. Un exemple és la N-glicosilació: Asn, seguida per qualsevol excepte Pro, seguida ja siga per Ser o Thr, seguida per qualsevol excepte Pro. on les abreviatures en tres lletres són designacions convencionals d'aminoàcids.